# Ewald Schurer
Pour les articles homonymes, voir Schurer.

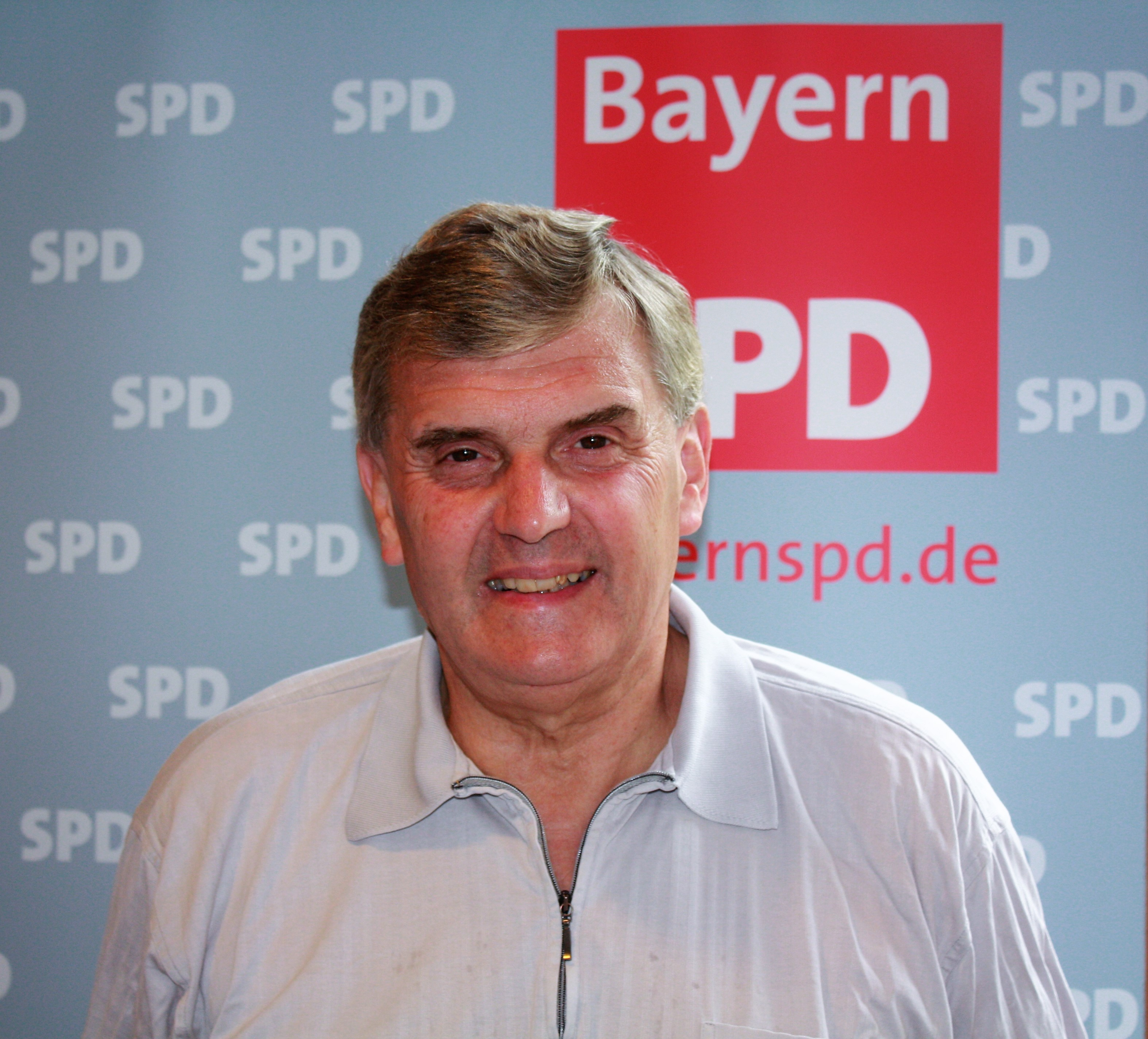
Ewald Schurer (2017)

Ewald Schurer (né le 15 avril 1954 à Ebersberg et mort le 3 décembre 2017 dans la même ville) est un homme politique allemand (SPD) et député du Bundestag.

## Biographie
Après l'école primaire, Schurer suit une formation d'homme d'affaires du commerce de gros et du commerce extérieur de 1969 à 1972. Il travaille ensuite comme répartiteur chez BMW AG jusqu'en 1974, puis comme conseiller clientèle chez Dun & Bradstreet Deutschland GmbH. Schurer obtient son Abitur en 1978 sur son deuxième parcours éducatif. Il termine ses études dans un collège technique en 1988 avec un diplôme en administration des affaires (FH). Schurer est consultant en communication indépendant depuis 2002.
Ewald Schurer est catholique, marié et père de quatre enfants. 

## Parti politique

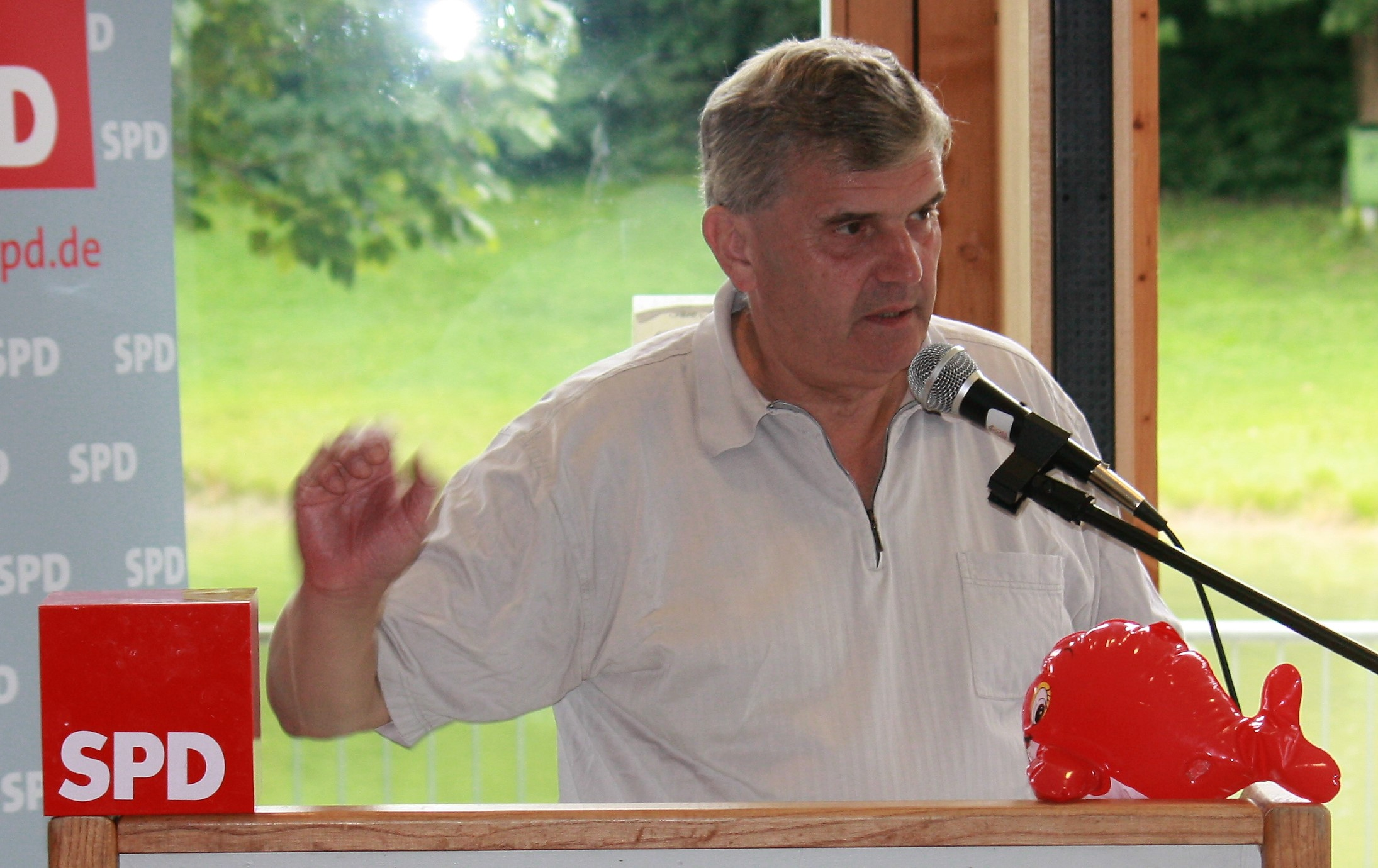
Schurer lors d'un événement de campagne électorale (2017)

Schurer rejoint le SPD en 1972 et est d'abord impliqué dans les Jusos, dont il est président dans le sud de la Bavière de 1972 à 1985.
De 1990 à 2004 et de 2009 à 2011, Schurer est président du sous-district SPD Ebersberg. De 2003 à 2017, il est également président du district SPD de Haute-Bavière. Lors de la conférence d'État du SPD bavarois les 11 et 12 juillet 2009, Schurer est élu vice-président de l'État avec 68,1% des voix. En 2017, il ne se présente pas aux élections au comité exécutif de l'État.

## Parlementaire
Schurer se présente sans succès dans la circonscription d'Altötting en 1994. Lors des élections fédérales de 1998, il est élu au Bundestag via la liste des États, mais ne réussit pas à être réélu en 2002. Aux élections de 2005, le candidat Schurer se présente dans la circonscription Erding-Ebersberg. Bien qu'il soit battu par le candidat de la CSU Maximilian Lehmer, il est élu au  Bundestag via la liste des États. Il est élu au Bundestag via la liste des États lors des élections fédérales de 2009, ainsi qu'en 2013 et 2017 lorsqu'il perd contre le candidat de la CSU Andreas Lenz dans la circonscription.
Au Bundestag, il est membre de la commission budgétaire et de la sous - commission des questions relatives à l'Union européenne et membre suppléant de la commission du travail et des affaires sociales.
Au sein de la commission du budget, Schurer est le rapporteur du budget du ministère fédéral du Travail et des Affaires sociales.
En outre, Schurer travaille dans les groupes de travail du SPD sur la politique locale et la Bosnie-Herzégovine. Il est également membre et porte-parole du budget du groupe d'État bavarois.
Après la mort subite de Schurer en décembre 2017, Carsten Träger le remplace au Bundestag.